# Артиљеријска бригада 36. дивизије НОВЈ
Артиљеријска бригада 36. дивизије формирана је 16. децембра 1944. године у Новом Саду, у саставу 36. војвођанске дивизије НОВЈ.
Имала је пет дивизиона:
- Први (противтенковски ) дивизион имао је 3 батерије са укупно 12 топова 45 мм
- Други (пољски) дивизион имао је 3 батерије са укупно 12 пољских топова 76 мм
- Трећи дивизион тешких минобацача имао је 3 батерије са укупно 10 минобацача 120 мм
- Четврти тешки дивизион имао је 1 батерију хаубица 120 мм и 2 батерије топова 76 мм
- Пети дивизион имао је 1 батерију противавионских топова 25 мм

Њено бројно стање кретало се између 850 и 1400 бораца.
Током јануара и почетком фебруара учествовала је у борбама на Вировитичком мостобрану, затим у рејону јужно од Дарде, у априлу (кад је реорганизована у 3 дивизиона) при форсирању Драве код Валпова, у ослобођењу Осијека, Нашица, Слатине, затим Вировитице, Копривнице и у гоњењу непријатељских снага до Дравограда (завршне операције за ослобођење Југославије 1945.).
Одликована је Орденом заслуга за народ са златном звездом.